# Klezsó József
Klezsó József (Nyitra, 1820 – Pest, 1860. április 2.) a központi papnevelő tanulmányi felügyelője.

## Életútja
Nyitrán végezte a gimnáziumot. 1840-től mint Esztergom megyei növendékpap Nagyszombatban bölcseletet, Pesten teológiát hallgatott. 1848. június 21-én miséspappá szentelték föl. 1849 elején Pestre került lelkésznek, és a Családi Lapokat szerkesztette; erről 1854-ben lemondván, a Religiónál (április-augusztus) foglalt el segédszerkesztői állást; azon év augusztusban egészségének gyengülése miatt ezen állásáról is lemondott, és 1855-ben a pesti központi papnevelő tanulmányi felügyelője lett.

## Írásai
Cikkei, beszélyei és költeményei a Munkálatokban (1845 A fölvilágosítandók hitbeli oktatásáról, Bende Józseffel együtt, 1846. költ., 1847. Élet- és jellemképek, Korunk nagy vallási kérdéseinek fejtegetése, A kath. tanok hathatósan elősegítik a gazdasági tudományt és költ., 1855. Pálmaágak a magyar egyháztörténelem kertjéből); a Religio és Nevelésben (1848. I. A behamvazás értelme a katholikusoknál); a Katholikus Iskolai Lapban (1849. Egy pár szó a falusi iskolákról, A két testvér); a Religióban (1850. I. Töredék-gondolatok az egyházálladalmi viszonyokról, II. Még egy pár szó a magyarországiak házasodása ügyében, Episcopatus, Néhány szó a szent gyónásról, 1851. I. A polgári házasságról 1854. Az orvostudományi közoktatás ügyében, Uj kilátások a theologiai oktatás körüli reformra a párisi egyetemnél, A legújabb francziaországi zsinatok, Széttekintés, 1859. Mozgalom a bölcsészet terén); Danielik Emlékkönyvében (Eger, 1852. Történeti visszapillantás magyarországi szent Erzsébet születése és eljegyeztetésére); a Családi Lapokban (1852. Reményeink, Történeti töredék az arabok hódításaiból, Szerényke emlények a magyar dicsőség korából, Augusztus 20. hazánkban, Történeti rajzok sz. Erzsébet életéből és korából, Ninive rommaradványai, Socrates halála, 1853. Tanácsadás az anyáknak a szív első nevelését illetőleg, A szent korona, 1857. A börtön menyasszonya tört. rajz, Nendtvich Károly úrnak, ezeken kívül könyvismertetéseket és apróbb czikkeket írt.). Hátrahagyott munkáiból az István bácsi Naptárában (1863. Szent Márton életrajza.) Az egyetemes Magyar Encyclopaediának is munkatársa volt.
Szerkesztette a Családi Lapokat 1852. április 12-től 1853. december 31-ig és 1855. október 1-től 1857. december 31-ig Pesten.

### Kéziratban
- Életemből 50 év címmel visszaemlékezéseit 1883-ban rendezte sajtó alá; megjelenéséről Szinnyeinek nincsen tudomása.